# Varacieux
Varacieux település Franciaországban, Isère megyében. Lakosainak száma 864 fő (2022. január 1.). Varacieux Chasselay, Murinais, Serre-Nerpol, Roybon, Saint-Vérand és Vinay községekkel határos.

## Népesség
A település népessége az elmúlt években az alábbi módon változott:
| Lakosok száma | 691  | 716  | 682  | 749  | 868  | 879  | 854  | 843  | 845  | 864  |
|               | 1968 | 1982 | 1990 | 2006 | 2013 | 2015 | 2017 | 2019 | 2020 | 2022 |